# Botby svenska samskola
Botby svenska samskola var ett svenskspråkigt läroverk i stadsdelen Botby i Helsingfors åren 1963-1973. Skolan blev en del av Östra svenska läroverket 1973-1977. Efter grundskolereformen blev skolan Botby högstadieskola 1977-2011 och Botby grundskola sedan 2011.

## Historia
Botby svenska samskola var ursprungligen Nya svenska flickskolan vid Bulevarden 26, det så kallade ”Vilohemmet”. Eftersom det fanns många läroverk i innerstan i Helsingfors, flyttade skolan från och med 1963 till Blomängsvägen 2 i Botby, där många svenskhus hade byggts och behovet av en skola var stort.[källa behövs]
Eleverna flyttade började vid Botby svenska samskola 29 september 1966 trots att en del av bygget var på hälft. Officiella invigningen skedde 28 oktober 1966.
Ekonomin vållade småningom problem och därför uppstod fusionen med Brändö svenska samskola, som hade ekonomiska tillgångar.[källa behövs] Båda läroverken var fullständiga läroverk och hade dimissionsrätt. Sammanslagningen Östra svenska läroverk existerade från 1973 till grundskolans reform 1977.
Skolans efterträdare kan anses vara Botby högstadieskola 1977-2011 och Botby grundskola sedan 2011.

## Rektorer
- Siv Tunzelman von Adlerflug 1963-1973